# Schrankwand

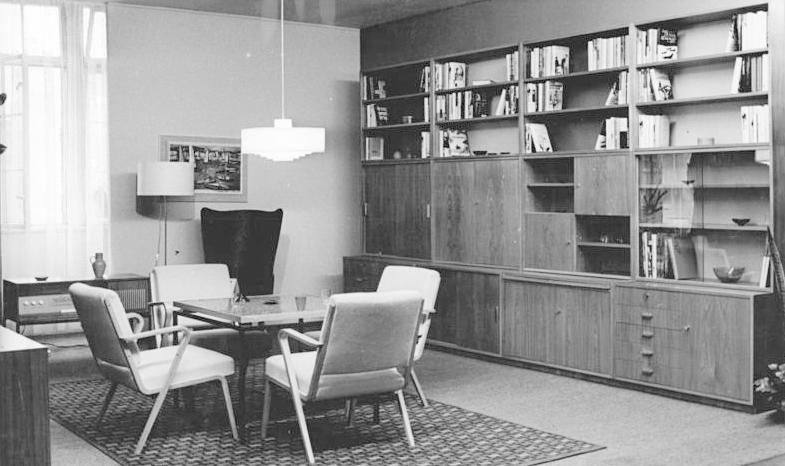
Schrankwand, VEB Deutsche Werkstätten Hellerau (1964)

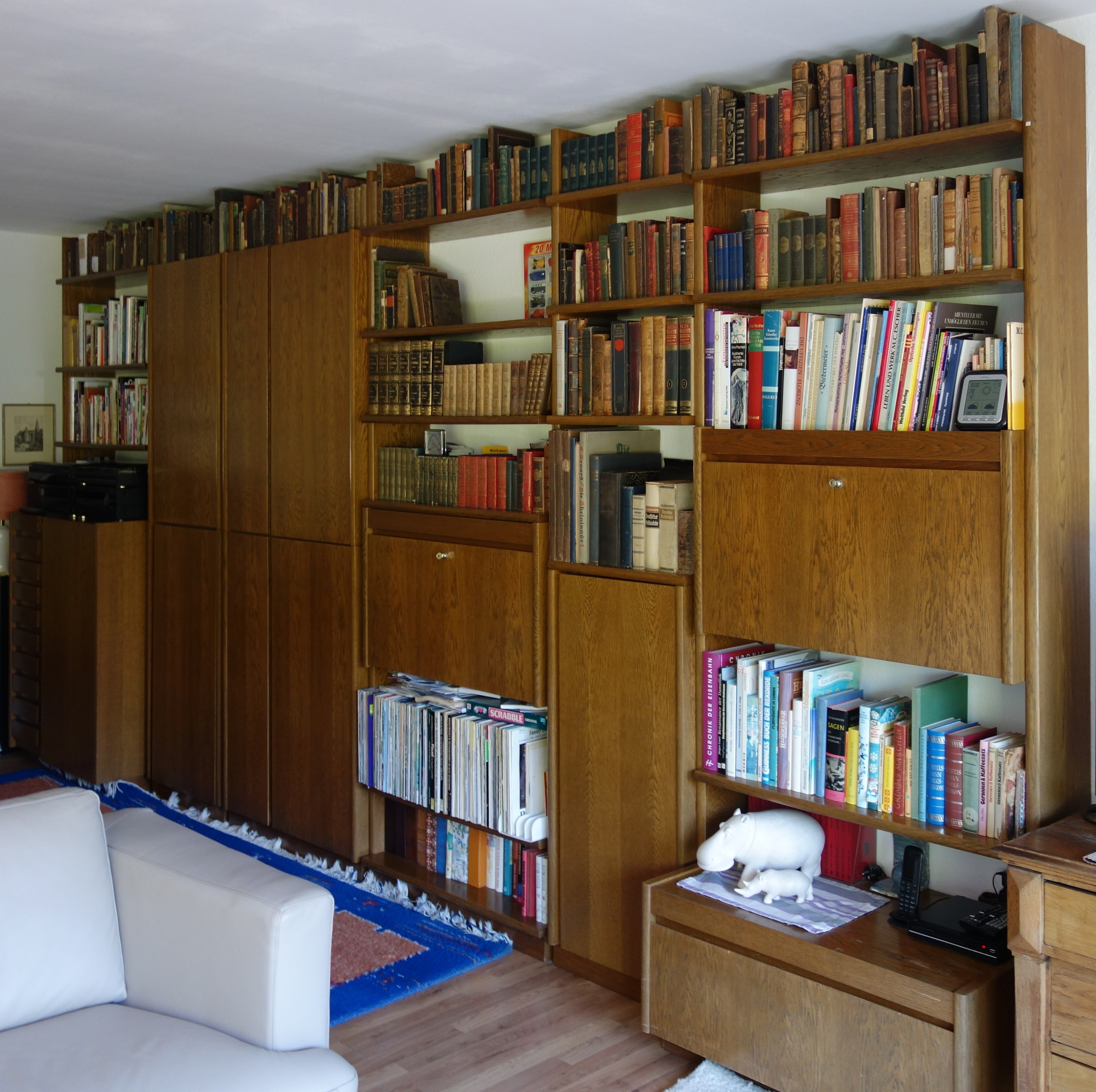
Schrankwand (Köln, 1977)

Eine Schrankwand (oder Anbaureihe, Wohnwand (österreichisch und schweizerdeutsch), nicht zu verwechseln mit Wandschrank) ist ein großer, mehrteiliger Schrank, der entweder aus einzelnen, zusammengeschraubten Elementen besteht oder auch in sogenannter Endlosbauweise aus einzelnen Seiten und Böden besteht.

## Arten
Schrankwände werden heute vornehmlich in industrieller Serienbauweise gefertigt. Der Vorteil der Endlosbauweise liegt in der großen Flexibilität, die es erlaubt, die Schrankwand genau an den Raum anzupassen. Als Einbauschränke werden sie aber von Schreinereien auch auf Maß gebaut. Sie können als Vorwand- oder als Raumteilerelemente ausgelegt werden. Raumteilerschrankwände haben eine Sichtrückwand. Werden sie eingebaut, können sie links und rechts zu den Hauswänden als auch nach oben zur Zimmerdecke mit Hilfe von Blenden angeschlossen werden.

## Bauweise
Die Einzelteile werden aus furnierten oder beschichteten Spanplatten oder stabverleimten Tischlerplatten hergestellt. Hochbeanspruchte Schrankwände in Büros besitzen oft an allen Seiten und Konstruktionsböden vorne und hinten Metallbeschläge (Skelettbauweise), die der Verbindung der einzelnen Seiten und Konstruktionsböden als auch der Aufnahme von Beschlägen (Türscharniere, Fachbodenträger, Einbauten, Türverriegelungen) dienen.
In sogenannte Systemschrankwände können nicht nur Fachböden, sondern auch viele andere Einbauelemente eingebaut werden, so zum Beispiel Ausziehrahmen für Hängeregistraturen, Formulareinsätze, Garderoben, Tresore, Kühlschränke, Küchenabteile, Durchgangstüren. Ebenfalls können Forderungen nach erhöhtem Schallschutz berücksichtigt werden.
Die einzelnen Schrankelemente können mit Flügel- oder Schiebetüren verschlossen werden. Auch offene Schränke ohne Türen, dann aber mit einer Nischenauskleidung, sind möglich. Raumteiler können mit Trennwänden kombiniert werden. Auf diese Weise können leere Etagen, insbesondere von Bürohäusern, mit flexiblen, jederzeit umbaubaren Räumen ausgestattet werden.

## Geschichte
Der Wiener Architekt Franz Schuster entwarf bereits im Jahre 1921 ein Schrankwandprogramm für die württembergische Möbelfabrik Erwin Behr. Im Jahre 1955 entwarf Johan Bus für Behr das Schrankwand-System BMZ. BMZ bedeutete Behr Möbel Zerlegbar. Dieses System wurde bis in die achtziger Jahre verkauft.
In den sechziger Jahren erweiterte sich die Zahl der Hersteller von Schrankwandsystemen mit der Interlübke mit dem System SL, welches noch heute hergestellt wird, und Hülsta mit dem System Allwand. Neben Schrankwänden im zeitgenössischen Design wurden und werden auch Modelle in klassischen oder rustikalen Formen angeboten. In der DDR wurden Schrankwände hergestellt, die in ihren Abmessungen auf die normierten Wohnräume der dort üblichen Plattenbauten abgestimmt waren. Eines dieser Schrankwandmodelle ist das Möbelprogramm Deutsche Werkstätten.
Besonders in Deutschland war und ist die Schrankwand als Möbelstück im Privat-, aber auch im Bürobereich beliebt. Noch 1997 wurden über 4 Millionen Schrankwände verkauft. Vorteil der Schrankwand ist, dass sie viel Stauraum auf einer kleinen Grundfläche bietet. Durch die unterschiedliche Gestaltung der einzelnen Fächer der Schrankwand kann das Möbel alle in einem Wohnzimmer üblicherweise anzutreffenden Gegenstände aufnehmen: Offene Regale für Bücher, geschlossene Türen zur Unterbringung von Gebrauchsgegenständen, verglaste Türen für Ziergegenstände die sichtbar sein sollen, Fächer die als Hausbar gestaltet sind und Getränke aufnehmen sowie spezielle Fächer für Fernseher oder Stereoanlagen, häufig mit integrierter Stromversorgung oder Öffnungen zum leichteren Verlegen der zugehörigen Leitungen. Da die Schrankwand oftmals eine ganze Wand eines Zimmers verdeckt, kann es bei Außenwänden, insbesondere in Altbauten, zur Schimmelbildung kommen, daher empfiehlt es sich, die Schrankwand mit einigen Zentimetern Abstand von der Wand aufzustellen um die Luftzirkulation zu ermöglichen. 
Für die moderne Wohnzimmereinrichtung wirkt eine klassische Schrankwand heute vielen Menschen allerdings zu massiv und wird mitunter auch ein wenig als spießig belächelt. Die raumhohe, breite und massive Schrankwand findet man heute daher eher in Büros vor. In Privaträumen wird eine moderne Variante der Schrank- oder Wohnwand bevorzugt, die durch eine flexible Kombination einzelner Schränke, Regale und Vitrinen gekennzeichnet ist, dabei variiert oftmals die Höhe der einzelnen Elemente, die Rückwände offener Teile sind verschiedenfarbig gestaltet oder weggelassen usw.; auf diese Weise wirkt die Schrankwand luftiger.